# Sammelstück

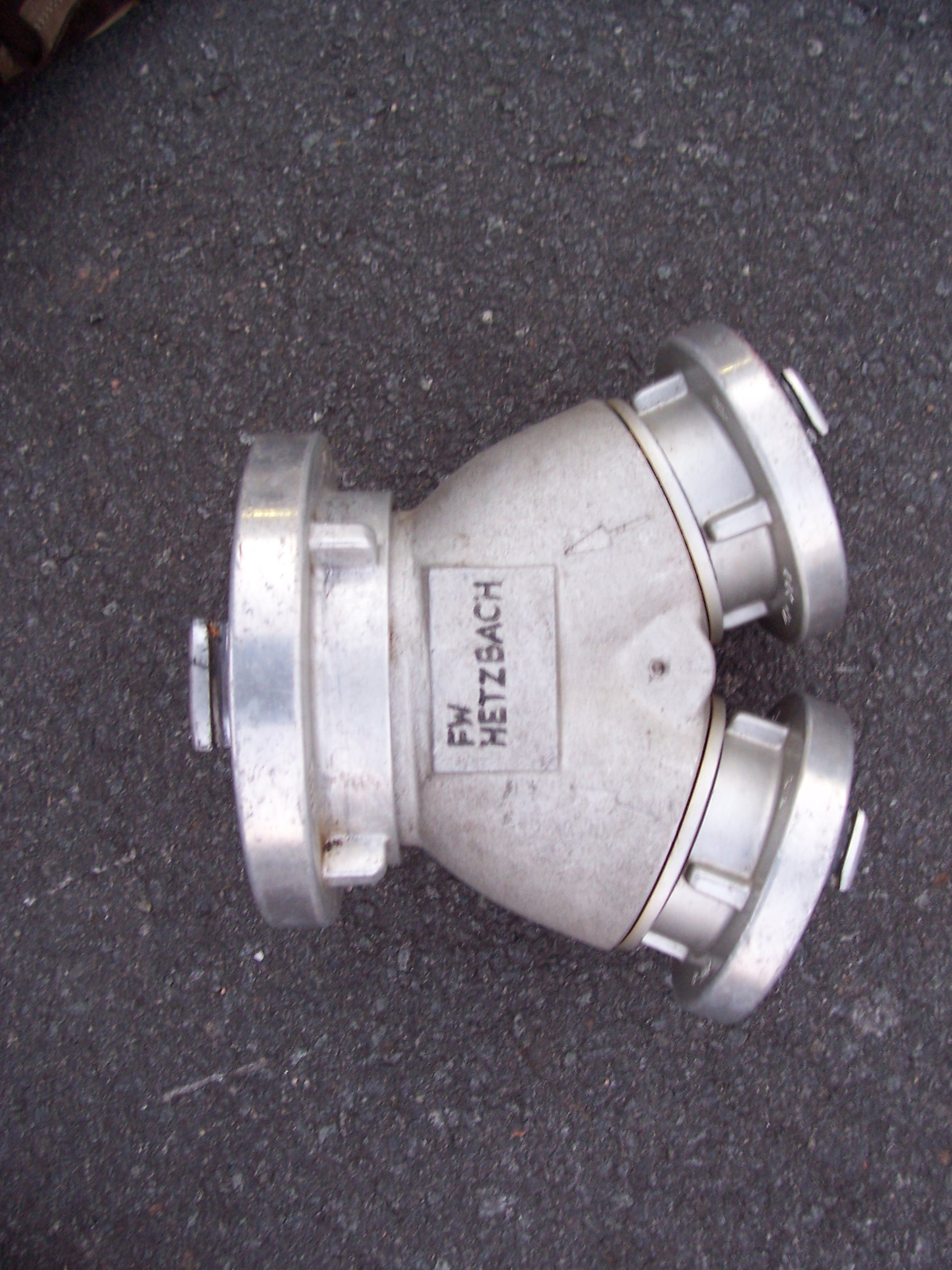
A-2B Sammelstück

Das Sammelstück (fehlerhaft teilweise „Hosenstück“ genannt) ist eine Armatur der Wasserfortleitung bei der Feuerwehr und führt die Löschmittelströme mehrerer Zuleitungen zusammen.

## Verwendung
Es wird dazu direkt an den Saugeingang einer Pumpe angeschlossen und verkleinert diesen von Größe A auf Größe B.
Da heute die meisten Löschfahrzeuge über einen Tank verfügen, ist man oft dazu übergegangen, die Wasserzuleitung an den Tankanschluss anzuschließen und die Pumpe auf Tankbetrieb umzustellen. Der Tank wird also ständig befüllt, was das Bedienen der Pumpe deutlich erleichtert und einen konstanten Ausgangsdruck sicherstellt. Das Sammelstück wird an den Tankanschluss angekuppelt und ermöglicht die Wasserversorgung von mehreren Quellen.
Auch beim Aufbau einer Löschwasserförderung über lange Wegstrecken und beim Hydrantenbetrieb mit Tragkraftspritzen ist die Verwendung eines Sammelstücks von Bedeutung. Das Sammelstück verhindert hierbei, dass in der speisenden Leitung ein Unterdruck entsteht, indem es durch Öffnen der Rückschlagklappe Luft einlässt. Es könnte sonst Löschmittel in die Trinkwasserleitung gelangen. Die Verwendung des Sammelstücks bei der Wasserzuführung mit Druck (Förderstrecke in geschlossener Schaltreihe oder Hydrantenbetrieb) ist unbedingt vorzunehmen.

## Aufbau und Funktion
Das Sammelstück A-2B ist in der DIN 14355 genormt.
Es besteht aus einem Gehäuse mit beweglichem A-Knaggenteil und zwei B-Kupplungen, einer Rückschlagklappe mit Führungsstift und Dichtringen an den Kupplungen. Es wiegt maximal 3,6 kg und hält einem Innendruck von 25 bar stand. Das Rückschlagventil muss bei einem Druck von bis zu 16 bar den nichtbenutzten Zugang wasserdicht abschließen.
Das Gehäuse in Form einer kurzen Hose enthält die vom Wasserdruck gesteuerte Rückschlagklappe, die den nichtbenutzten B-Zugang abschließt. Wird eine weitere Leitung angeschlossen, pendelt sich das Rückschlagventil mittig ein, so dass beide Löschmittelströme vereint werden. Verliert eine Zuleitung an Druck, so wird sie automatisch gesperrt, somit wird der Druck in der zweiten zuführenden Leitung nicht erhöht, und man kann einen drucklosen Schlauch auch austauschen, ohne dass die gesamte Förderung stillstehen muss.
Mit der Normänderung im Jahr 2007 erfolgte eine Ergänzung der Ausführungen Sammelstücke mit drei und vier B-Eingängen (A-3B und A-4B). Diese vielseitiger nutzbaren wasserführenden Armaturen werden vorzugsweise bei größeren Löschfahrzeugen mit hohem Wasserbedarf eingesetzt. Sie weisen auch eine geringere Störanfälligkeit im Bereich der Rückschlagklappen auf.

## Hinweise
Ein gemischter Anschluss, also eine Leitung vom Hydranten und eine Leitung von einer Zubringerpumpe aus offenem Gewässer, ist nicht erlaubt. Die direkte Verbindung von Trinkwasser und aus sonstigen Gewässern zugeführtem Wasser ist verboten. Ebenso darf im Tankbetrieb nur Trinkwasser in den Löschwasserbehälter gelangen.